# Laurent Delahaye
Laurent Delahaye (ur. 6 stycznia 1977 roku w Perpignan) – francuski kierowca wyścigowy.

## Kariera
Delahaye rozpoczął karierę w wyścigach samochodowych w 1999 roku od startów w Formule 3000, gdzie jednak nie punktował. W tym samym roku wystartował również w Euro Open by Nissan. W późniejszych latach pojawiał się także w stawce Niemieckiej Formuły 3, Francuskiej Formuły 3 oraz Europejskiego Pucharu Formuły 3.
W World Series by Nissan Francuz startował w latach 1999-2000. W pierwszym sezonie startów czterokrotnie stawał na podium, w tym raz na jego najwyższym stopniu. Uzbierane 129 punktów dało mu trzecie miejsce w końcowej klasyfikacji kierowców. Rok później ośmiokrotnie zajmował miejsca w czołowej trójce. Z dorobkiem 64 punktów ukończył sezon na ósmej pozycji.